# Cichlasoma boliviense
Cichlasoma boliviense är en fiskart som beskrevs av Kullander, 1983. Cichlasoma boliviense ingår i släktet Cichlasoma och familjen Cichlidae. Inga underarter finns listade i Catalogue of Life.